# الوكالة الأمريكية للتنمية الدولية
الوكالة الأمريكية للتنمية الدولية (بالإنجليزية: USAID) هي وكالة تابعة لحكومة الولايات المتحدة الفيدرالية وهي مسؤولة في المقام الأول عن إدارة المساعدات الخارجية المقدمة للمدنيين. أسس الرئيس جون كينيدي الوكالة الأمريكية للتنمية الدولية USAID عام 1961 بأمر إداري لتنفيذ برامج المساعدات التنموية في المناطق بموجب قانون المساعدات الخارجية عمل الكونغرس على تحديث التفويض من خلال عدد من قوانين الاعتماد المالي السنوية وتشريعات أخرى. على الرغم من كون الوكالة الأمريكية للتنمية الدولية USAID إحدى وكالات الحكومة الأمريكية المستقلة من الناحية الفنية، إلا أنها تخضع لتوجيهات السياسة الخارجية لرئيس الولايات المتحدة الأمريكية ووزير خارجية الولايات المتحدة ومجلس الأمن القومي. يعمل مدير الوكالة ضمن توجيهات السياسة الخارجية وصلاحيات وزير الخارجية.
تسعى الوكالة الأمريكية للتنمية الدولية إلى مساعدة الشعوب التي تعاني لتحسين ظروف معيشتهم وللتعافي من الكوارث أو تلك الشعوب التي تكافح للعيش في دول حرة وديمقراطية.". حددت الوكالة أهدافها والتي تتضمن توفير المساعدة الاقتصادية والتنموية والإنسانية حول العالم لدعم تنفيذ السياسات الخارجية للولايات المتحدة". تعمل الوكالة في أفريقيا وآسيا والشرق الأدنى وأمريكا اللاتينية ومنطقة البحر الكاريبي وأوروبا وأوراسيا.

## تاريخ تنظيمات المساعدات الخارجية الأمريكية

### من إدارة التعاون الاقتصادي ECA إلى الوكالة الأمريكية للتنمية الدولية USAID
وفرت حكومة الولايات المتحدة المساعدات الخارجية على مدى طويل وذلك لأغراض معينة. ففي عام 1915 منعت لجنة الإغاثة البلجيكية حدوث مجاعة في بلجيكا بعد الغزو الألماني.
بعد عام 1945، قامت حكومة الولايات المتحدة بإضفاء الطابع المؤسسي على مساعداتها الخارجية وذلك بتأسيس إدارة التعاون الاقتصادي (ECA). قامت إدارة التعاون الاقتصادي بتنفيذ برنامج الانتعاش الأوروبي الذي رعاه وزير الخارجية جورج مارشال (صاحب خطة مارشال للمساعدة في بناء أوروبا الغربية التي مزقتها الحرب.
اختُصرت خطة مارشال في 30 من حزيران (يونيو) 1951 وذلك لإعادة توجيه المساعدات الخارجية في ضوء الحرب الكورية.

في 31 من تشرين أول (أوكتوبر) 1951، أقرّ الكونغرس قانون الأمن المشترك الأول وأنشأ بموجبه وكالة الأمن المشترك (MSA) لإدارة المساعدات الخارجية. عام 1953، في نهاية الحرب الكورية، أسست إدارة العمليات الخارجية في الولايات المتحدة كوكالة حكومية مستقلة عن وزارة الخارجية لتعمل على دعم المساعدات الاقتصادية والتقنية على مستوى العالم. بعد إنشائها بعام أدرجت مسؤوليات هذه الوكالة تحت إدارة التعاون الدولي.
عام 1961، أقر الكونغرس قانون المساعدات الخارجية لعام 1961 بناءً على مبادرة الرئيس كينيدي، وبموجبه أدمجت إدارة التعاون الاقتصادي مع كل هيئات المساعدات الخارجية الأخرى في «الوكالة الأمريكية للتنمية الدولية USAID» كوكالة جديدة مكرّسة للتنمية كخطة تتطلب التخطيط برامج طويلة الأمد في العديد من الدول والالتزام التام من العاملين للعمل في برامج تنجز خلال سنوات عديدة.

### التطوّر
يستمر الهيكل التنظيمي للمساعدات الخارجية الأمريكية المقدمة للمدنيين في التطور.
في بدايات سبعينيات القرن العشرين، أصبحت المساعدات الخارجية إحدى النقاط الأساسية في السلطة التشريعية-التنفيذية خلال حرب فيتنام. في أيلول (سبتمبر) 1970، اقترح الرئيس ريتشارد نيكسون إلغاء USAID واستبدالها بثلاث مؤسسات جديدة واحدة للقروض التنموية وواحدة للمساعدات التقنية والأبحاث وواحدة للسياسات التجارية والاستثمارية والمالية. لم يوافق الكونغرس على هذا العرض عام 1973، بل تبنى اقتراح USAID المتمثل باتجاهات جديدة في المساعدات الخارجية. من خلال تعديل قانون المساعدات الخارجية، اشترط الكونغرس أنه يجب أن تركز المساعدات الأمريكية على "الاحتياجات الإنسانية الأساسية: الغذاء والتغذية، تخطيط السكان والصحة؛ التعليم وتطوير الموارد البشرية. وقع الرئيس نيكسون قانون "التوجهات الجديدة" ضمن القانون (PL-93-189) في كانون الأول (ديسمبر) 1973.
عام 1978، صيغت مسودة تشريع بناء على طلب من السيناتور هيربرت هامفري لإنشاء وكالة التعاون والتنمية الدولية على مستوى مجلس الوزراء. وكان الدور الأساسي لهذه الوكالة هو مراقبة أداء وكالة USAID عوضاً عن وزارة الخارجية. على الرغم من أن إنشاء وكالة التعاون والتنمية الدولية تم بقرار تنفيذي عام 1979، إلا أنها لم تجعل USAID مستقلة.
في عام 1995، قُدّم قانون لإلغاء USAID مرة أخرى، لكن هذه المرة قدمه السيناتور جيس هليمز، رئيس لجنة العلاقات الخارجية في مجلس الشيوخ، وكان هدفه من ذلك استبدال USAID بمؤسسة تقدم المنح. 

على الرغم من أن مجلس النواب قد مرّر قانون إلغاء USAID، إلا أنه لم يصبح قانوناً ساري المفعول
لكسب تعاون الكونغرس ودعم أجندة المساعدات الخارجية، تبنى الرئيس بيل كلينتون عام 1997 عرضاً لوزارة الخارجية لدمج المزيد من هيئات الشؤون الخارجية في الوزارة وقانون توطيد وكالات الشؤون الخارجية لعام 1998، وإلغاء وكالة نزع السلاح والحد من التسلح ووكالة المعلوماتية الأمريكية.
على الرغم من أن القانون قد أجاز للرئيس إلغاء وكالة USAID إلا أن الرئيس كلينتون لم يأخذ بهذا الخيار واستمرت USAID بعملها.
عام 2003، وضع الرئيس جورج بوش خطة طوارئ للإغاثة من الإيدز، ما يعني وضع برامج USAID لمكافحة الإيدز تحت إشراف مكتب منسق الإيدز العالمي الجديدة التابع لوزارة الخارجية.
عام 2004، أنشأت إدارة بوش مؤسسة تحدي الألفية كهيئة جديدة للمساعدات الخارجية لتوفير المساعدات المالية لعدد محدود من الدول التي يتم اختيارها لأدائها الجيد في التنمية الاجتماعية الاقتصادية. تموّل مؤسسة تحدي الألفية بعض برامج المساعدة التنموية التي تديرها USAID.
في كانون الثاني (يناير) 2006، أنشأت وزيرة الخارجية كونداليزا رايز مكتب مدير المساعدات الخارجية الأمريكية تابع لوزارة الخارجية. كان هدف هذا المكتب ضمان الاستخدام الأمثل للمساعدات الخارجية ما يحقق أهداف السياسة الخارجية. وضع المكتب خططاً للمساعدات الخارجية المتكاملة وإدارة الموارد في الولايات المتحدة وUSAID، وقد عمل على توجيه موازنات مكاتب USAID حسب هيكلية معيارية للبرامج. وبذا أغلقت USAID مكتبها المسؤول عن الميزانية وسياسة التنمية.
في السنة التالية، أطلقت USAID مبادرة القيادة التنموية وذلك لتفادي الانخفاض الحاد في موظفي مكتب خدمات USAID الخارجية الذي انخفض بواقع 1000 موظف في جميع أنحاء العالم
بلغ عدد موظفي USAID الأمريكيين العاملين بعقود طويلة الأمد بما في ذلك موظفي الخدمات المدنية 8600 موظف بدءاً من 1962.
في 22 أيلول (سبتمبر) 2010، وقع الرئيس باراك أوباما مصنف تحديد سياسة الرئاسة حول التنمية العالمية. وعد هذا المصنف بترفيع دور المساعدة التنمية ضمن السياسة الأمريكية وإعادة بناء USAID كوكالة تنمية قيادة الحكومة الأمريكية. كما أسس لجنة تنسيق السياسات المشتركة للوكالات تحت قيادة موظفي الأمن الوطني
بعد ذلك بأشهر، وفي كانون الأول (ديسمبر) 2010 تحديداً، أعلنت وزيرة الخارجية هيلاري كلينتون «مبادرة مراجعة التطوير والدبلوماسية كل أربع سنوات»، والهدف منها التأكيد على خطة إعادة بناء موظفي USAID للخدمات الخارجية والتأكيد على الدور المطرد الذي يلعبه موظفو وزارة الخارجية والوكالات المحلية في تنفيذ برامج المساعدات الأمريكية الخارجية. إضافة لذلك، تهدف هذه المبادرة إلى وضع برنامج لنقل مساعدات القطاع الصحي مستقبلاً من وزارة الخارجية إلى USAID.
تماشياً مع سياسة التنمية المتطورة، أعادت USAID إنشاء مكتب التخطيط للتنمية في منتصف عام 2010 ومكتب السياسات والتخطيط والتعليم. وفي تشرين الثاني (نوفمبر) أعلن عن إنشاء بعض المكاتب الجديدة المخصصة للأمن الغذائي لتكون هذه المكاتب مسؤولة عن تنفيذ مبادة الرئيس أوباما لمستقبل الغذاء التي كانت تدار مسبقاً من قبل وزارة الخارجية.
في أيلول (سبتمبر) 2012 وبناء على طلب الكرملين الروسي، أغلقت USAID مكتبها في موسكو والذي عمل في روسيا لعقدين من الزمان.

## التنظيم الداخلي
تنتظم مكاتب الوكالة حول مقرها الرئيسي في العاصمة الأمريكية واشنطن والمكاتب المقيمة في الدول النامية (البعثات).

### برامج تنمية الدول
تخطط الوكالة الأمريكية للتنمية مشاريعها في برامج تنمية خاصة بالدول المتلقية للمساعدات. فبعثات الوكالة موجودة في أكثر من خمسين دولة نامية، تقوم بالتشاور مع حكومات تلك الدول ومع المنظمات غير الحكومية لتحديد ماهية البرامج التي يمكن أن تساعد الوكالة بها. تعقد بعثات الوكالة تحاليل اجتماعية اقتصادية وبرامج تصميم وتمنح عقود وتوفر منح مالية وإدارة مشاريع (بما في ذلك تقييم المشاريع وإعداد التقارير عنها) وإدارة الأموال.
بما أن الدول تتطور وتصبح المساعدة التي قد تحتاجها أقل، تقلل الوكالة الأمريكية للتنمية الدولية بعض البعثات وقد تغلق بعضها الآخر في نهاية المطاف. فمنذ تأسيسها عام 1961، أغلقت الوكالة بعثاتها في عدد من الدول منها كوريا الجنوبية وتركيا وتونس وكوستاريكا.
يقود بعثات الوكالة إدارة البعثات والتي يتم تعيين موظفيها من قبل مسؤولي الخدمات الخارجية في الوكالة واختصاصيي التنمية في الدولة المتلقية، بحيث يشكّل أولئك الاختصاصيون أغلبية طاقم الموظفين في البعثة.

أما أطول فترة خدمة في معظم الدول فلا تزيد عن أربع سنوات وذلك لإعطاء موظفي الولايات المتحدة فرصة تطوير وتعميق معرفتهم عن تلك الدول. كما يسمح بأن تكون مدة الخدمة سنة أو اثنتين في الدول التي يكون فيها مخاطر أو ظروف استثنائية.
يكون مدير البعثة أحد أعضاء سفارة الولايات المتحدة في الدولة المتلقية بحيث يعمل تحت إشراف السفير مباشرة. وحيث أن هذه البعثات تعمل في بيئات غير مصنفة وبتفاعل محدود نسبياً مع العامة، فإنها تتواجد في كثير من الأحيان في مكاتب مستقلة في مناطق الأعمال في العواصم. منذ صدور قانون توطيد الشؤون الخارجية عام 1998 وحدوث تفجيرات السفارة الأمريكية عام 1998 في أفريقيا الشرقية في نفس العام، نقلت بعثات USAID بالتدريج إلى مجمعات جنباً إلى جنب مع مكاتب ومباني السفارات.
تدعم برامج الدول الخاصة بالوكالة الأمريكية للتنمية الدولية USAID من قبل الإدارة العامة للوكالة التي تقع في العاصمة واشنطن حيث يعمل حوالي نصف موظفو الخدمات الخارجية في الوكالة بالتناوب بين الخدمات الخارجية والخدمات المدنية والقيادة.

### USAID \ واشنطن
يرأس الوكالة الأمريكية للتنمية الدولية مسؤول يعينه الرئيس ويوافق عليه مجلس الشيوخ. والرئيس الحالي للوكالة هو مارك جرين الذي عينه الرئيس ترامب.
مقر الوكالة الذي يقع في واشنطن دي سي مقسم إلى «مكاتب» تغطي العديد من المناطق الجغرافية والمناطق الخاضعة للتنمية ومكاتب تؤدي الأعمال الإدارية. يرأس كل مكتب مساعد إداري يعينه رئيس الوكالة.
- المكاتب الجغرافية:
  - مكتب AFR - جنوب الصحراء الكبرى في أفريقيا
  - ASIA - آسيا
  - LAC - أمريكا اللاتينية ومنطقة البحر الكاريبي
  - E&E - أوروبا وأوراسيا
  - ME - الشرق الأوسط
  - OAPA - أفغانستان وباكستان
- المكاتب الوظيفية:
  - GH— الصحة العالمية
  - EGAT— التنمية الاقتصادية والزراعية والتجارية
  - DCHA— المساعدة الإنسانية وحل النزاعات وتمكين الديمقراطية
  - BFS— الأمن الغذائي
- مقرات المكاتب:
  - M— الإدارة
  - LPA— الشؤون التشريعية والعامة
  - PPL— السياسات والتعليم والتخطيط [19]

تتم الرقابة المستقلة على أنشطة الوكالة من خلال مكتب المفتش العام، الوكالة الأمريكية للتنمية الدولية. يقوم مكتب المفتش العام في الوكالة بالتحقيقات الجنائية والمدنية، والتدقيق المالي والتدقيق على الأداء ومراجعة وتقييم الأنشطة التي تقوم بها حول العالم.

### العاملون في USAID
يتنوع موظفو الوكالة الأمريكية للتنمية الدولية المعينون مباشرة بموجب عقود في العديد من الدول، فمنهم موظفي الخدمات المدنية العاملين في واشنطن، ومنهم موظفي الخدمات الخارجية. وصل عدد هؤلاء الموظفين عام 2012 إلى 3900 موظف. كما أن هناك 400 موظف أمريكي إضافي يعملون بموجب عقود قصيرة الأجل تتراوح مدتها من سنتين إلى ثلاث سنوات (بالمقارنة، نجد أن عدد موظفي وزارة الخارجية الأمريكية الحاليون يبلغ 19000 موظف).
أما موظفو الوكالة الذين تستضيفهم الدول المستضيفة والذين يعينون بموجب عقود عمل سنوية تجدد سنوياً، فقد شكلوا ما نسبته 57% من إجمالي القوى العاملة في الوكالة عام 2009.
تم اختيار موظفي الخدمات الأجنبية في الوكالة والبالغ عددهم حالياً حوالي 1700 موظف (مقارنة بـ 13000 موظف إجمالي عدد موظفي وزارة الخارجية) لشغل وظائف محددة على أساس المؤهلات الأكاديمية والخبرة التي يملكونها في برامج التنمية في 28 يناير 2025، منحت إدارة الرئيس الأمريكي دونالد ترامب، العشرات من كبار المسؤولين في الوكالة إجازة إدارية، في خطوة وصفتها مصادر بأنها جاءت ردًا على معارضة بعض السياسات، وفقًا لما ذكرته صحيفة نيويورك تايمز.".

## أهداف USAID
من بين الوكالات الحكومية في الولايات المتحدة، تمتلك USAID قدرة مميزة على إدارة برامج التنمية في الدول ذات الدخل المنخفض من خلال شبكتها من البعثات المقيمة اللامركزية، وبذا أصبحت الوكالة ضرورية لإدارة برامج الحكومة الأمريكية في الدول منخفضة الدخل. تخدم هذه البرامج طائفة من الأهداف.
- الإغاثة في حالة الكوارث
- الإغاثة في حالات الفقر
- التعاون التقني في قضايا عالمية
- مصالح الولايات المتحدة الثنائية
- التنمية الاقتصادية والاجتماعية
- البيئة

### الإغاثة في حالة الكوارث

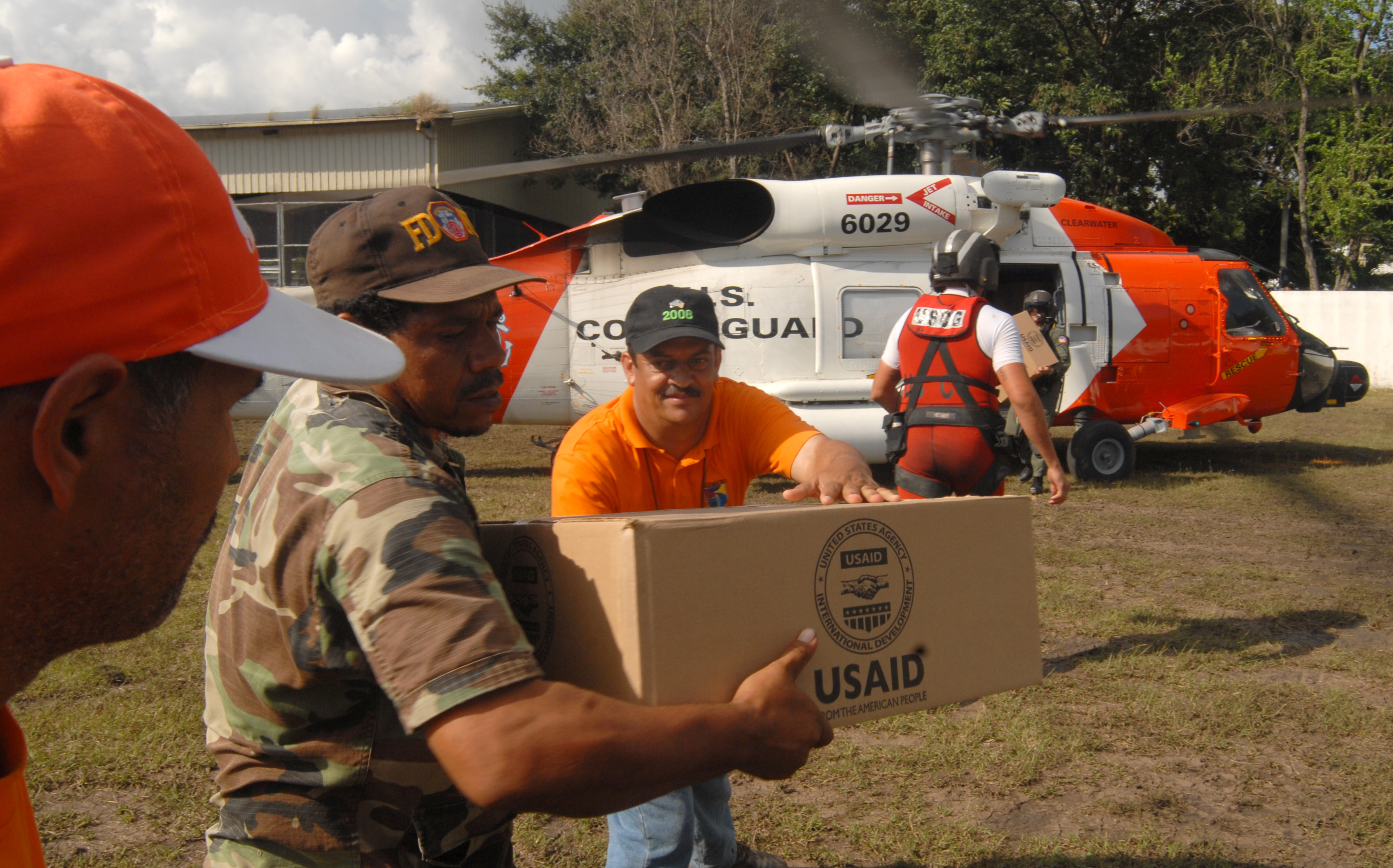
USAID المساعدات المقدمة بواسطة موظفي خفر السواحل في الولايات المتحدة

ساعدت برامج المساعدات الخارجية المبكرة المقدمة من الحكومة الأمريكية في الإغاثة من الكوارث التي سببتها الحرب. ففي عام 1915، قدمت الحكومة الأمريكية المساعدات من خلال لجنة الإغاثة البلجيكية التي ترأسها هيربرت هوفر، ما ساهم في منع حدوث مجاعة في بلجيكا بعد الغزو الألماني. بعد عام 1945، ساعد برنامج التعافي الأوروبي برئاسة وزير الخارجية جورج مارشال (خطة مارشال) في إعادة بناء أوروبا الغربية التي مزقتها الحرب. في عهدنا هذا، تقود USAID جهود الإغاثة التي تبذلها الحكومة الأمريكية بعد الحروب والكوارث الطبيعية من خلال مكتبها للمساعدة في حالات الكوارث. يتم التمويل من القطاع الخاص والمنظمات غير الحكومية؛ كما يلعب الجيش الأمريكي دوراً في الإغاثة خارج البلاد.

### الإغاثة في حالات الفقر
بعد عام 1945، احتاجت العديد من الدول المستقلة حديثاً للمساعدة في التعافي من الحرمان الذي عانى منه السكان ذوو الدخل المنخفض. عملت الوكالة الأمريكية للتنمية الدولية منذ تأسيسها عام 1961 باستمرار على إغاثة الشعوب الفقيرة بأشكال عديدة، بما في ذلك المساعدة في خدمات الصحة العامة والتعليم. كما ساعدت الوكالة في إدارة المساعدات الزراعية التي قدمتها وزارة الزراعة الأمريكية. إضافة لما تقدم، وفرت الوكالة التمويل للمنظمات غير الحكومية لدعم التبرعات الخاصة المقدمة للتخفيف من أعباء الفقر المزمن.

### التعاون التقني في قضايا عالمية
إن التعاون التقني بين الشعوب أمر مهم في تحديد طائفة من الاهتمامات المشتركة التي تجتاز الحدود بين الدول كالأمراض المعدية وقضايا البيئة والتعاون التجاري والاستثماري ومعايير سلامة المنتجات التي يتاجر بها وغسيل الأموال وما إلى ذلك. خصصت الحكومة الأمريكية وكالات تتعامل مع مثل هذه المناطق كوكالات مراكز السيطرة على الأمراض وحماية البيئة. إن قدرة USAID الفريدة على إدارة البرامج في الدول منخفضة الدخل تدعم عمل كافة الوكالات المدنية التابعة للحكومة الأمريكية في هذه القضايا العالمية الحيوية.

### مصالح الولايات المتحدة الثنائية
لدعم القضايا الجغرافية السياسية التي تعني الولايات المتحدة، غالباً ما تستدعى الوكالة لإدارة المنح المالية الاستثنائية المقدمة للدول الحنيفة. وعندما تكون القوات العسكرية الأمريكية في الميدان، يستعان بالوكالة لمتابعة برامج الشؤون المدنية التي تقوم بها القوات العسكرية لكسب صداقة السكان المحليين وبالتالي تقويض الدعم للمسلحين. في ظل هذه الظروف، قد توجّه الوكالة من قبل موظفي وزارة الخارجية الدبلوماسيين كما هو الحال حالياً في باكستان وأفغانستان. كما يمكن أن تستدعى الوكالة لدعم مشاريع الولايات المتحدة ذات الاهتمام الاستثنائي.

### التنمية الاقتصادية والاجتماعية
عندما كان الرئيس كينيدي لا يزال عضواً في مجلس الشيوخ، أقنعه مستشاروه بأن الشعوب ذات الدخل المنخفض يمكنها تحقيق اكتفاء ذاتي في التنمية الاجتماعية الاقتصادية إذا ما أحسنت إدارة مواردها الخاصة. أصبحت تلك الفكرة الأساسية التي تراود فكر كينيدي كرئيس، لذا قام بتأسيس الوكالة الأمريكية للتنمية الدولية USAID. تمثّلت المساعدات التي قدمتها الوكالة لمراكز التنمية الاجتماعية الاقتصادية في توفير المشورة التقنية والتدريب والمنح الدراسية والسلع والمساعدات المالية. كما تساعد الهيئات والمنظمات غير الحكومية الأمريكية الأخرى في هذه الجهود.

### البيئة
منذ عام 1991، كانت الوكالة الأمريكية للتنمية الدولية وما زالت تقدم المساعدة في مجال البيئة لحوالي 45 دولة. فكونها وكالة فيدرالية، يجب أن تلتزم USAID بالقوانين والتشريعات البيئية الخاصة بالولايات المتحدة. وهذا يضمن أن تكون البرامج التي تدعمها الوكالة مستدامة اقتصادياً وبيئياً. تركز USAID على ضمان حماية الموارد الأكثر عرضة للتهديد على مستوى العالم والتي تهدد بدورها مستقبل الأجيال القادمة؛ تتضمن هذه الموارد الأراضي والمياه والغابات. كما تركز USAID على إدارة وتحضير الناس للمخاطر المرتبطة بالتغير المناخي العالمي.
تستخدم USAID بناء القدرات لتحديد ظواهر تغير المناخ في الدول النامية، ويتضمن ذلك التوعية عن التهديدات الوشيكة الناجمة عن تغير المناخ. كما تتضمن التعليم والتدريب على المهارات التقنية وورش العمل التي تثقف عن الطاقة النظيفة والزراعة المستدامة
تساعد USAID في استخدام تقنيات بناء القدرات لأنها وجدت أن الناس الذين يشاركون مباشرة ينتجون أنجح المبادرات البيئية. تعني المساهمة المباشرة للأشخاص المعنيين المدربين أن المشاريع ستستمر حتى بعد مغادرة بعثة الوكالة.
تدعم أنواع البرامج الستة السالفة الذكر بعضها البعض. على سبيل المثال، يشترط قانون المساعدات الخارجية أن تستخدم USAID الأموال المخصصة للأهداف السياسية الجغرافية (صناديق الدعم الاقتصادي) لدعم التنمية الاجتماعية-الاقتصادية إلى أقصى حد ممكن.

## طرق المساعدة
تقدم USAID المساعدات الخارجية بطريقتين رئيسيتين مختلفتين: المساعدات التقنية والمساعدات المالية.

### المساعدات التقنية
تتضمن المساعدات التقنية المشورة التقنية والتدريب والمنح الدراسية والبناء وتوفير السلع المتعاقد عليها أو المشتراة بواسطة USAID والتي تقدمها كعينات للمستفيدين.
- يمكن اعتماد المشورة التقنية المقدمة من الخبراء من وكالات أخرى تابعة للحكومة الأمريكية والخبراء من القطاع الخاص بموجب عقود.
- تستكمل المساعدات التقنية المقدمة لجامعات الدول النامية بمنح دراسية في الجامعات الأمريكية بما فيها تأسيس شراكة مع الجامعات الأمريكية وذلك لتعزيز التدريب المهني في الخارج.
- تأخذ المساعدة في توفير السلع أشكالاً متنوعة، على سبيل المثال، هذه المساعدات مهمة جداً في حالات الكوارث ويسعى لها لأجل التنمية المؤسسية على شكل تطوير نظم تكنولوجيا المعلومات وشراء أجهزة الكمبيوتر.

يتم تنسيق الأشكال المتنوعة للمساعدات التقنية كحزم «بناء قدرات» لدعم برامج التنمية المؤسسية لقادة الدول النامية.

### المساعدة المالية
تتضمن المساعدة المالية توفير النقد لمنظمات الدول النامية لدعم ميزانياتها. كما توفر وكالة USAID المساعدة المالية للمنظمات غير الحكومية المحلية والدولية التي تقدم بدورها الدعم التقني للدول النامية.
في السنوات الأخيرة، زادت الحكومة الأمريكية تركيزها على المساعدات المالية بدلاً من المساعدات التقنية. عام 2004، أنشأت إدارة الرئيس جورج بوش مؤسسة تحدي الألفية كوكالة مساعدات خارجية جديدة يقتصر اختصاصها على المساعدات المالية فقط. عام 2009، بدأت إدارة الرئيس أوباما إجراء تعديلات رئيسية على البرامج التي تملكها الوكالة للتركيز على المساعدات المالية، وقد عرفت هذه المبادرة بـمساعدات «حكومة – لحكومة» أو G2G.

## تقدّم USAID

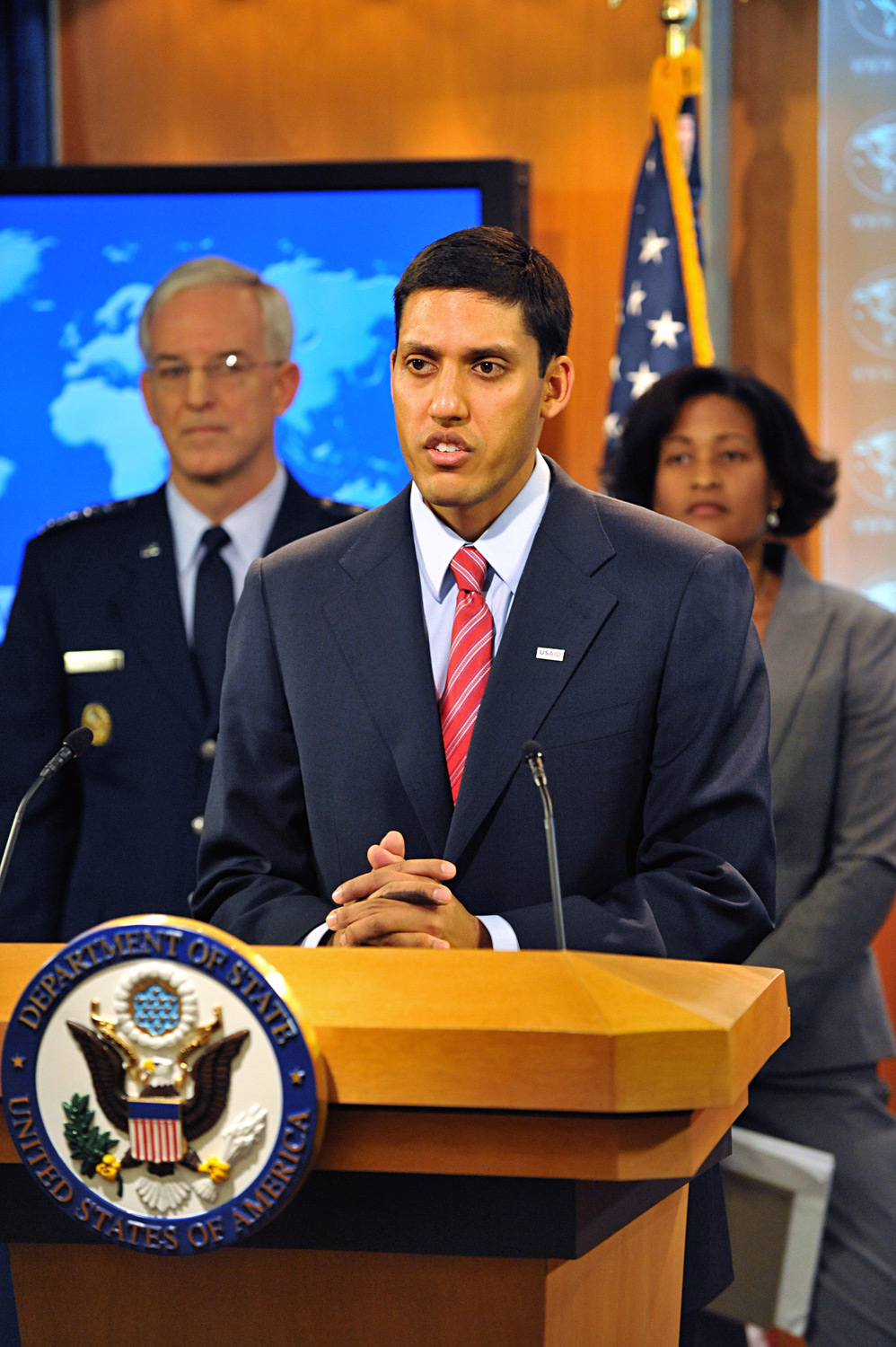
مدير الوكالة راجيف شاه

تحت قيادة الدكتور راجيف شاه، شرعت الوكالة في تطوير أجندة إصلاح طموحة سميت "تقدم USAID" تهدف أجندة الإصلاح إلى تغيير أداء الأعمال مع الشركاء الجدد، وهي تركيز على الابتكار والاهتمام الصارم المستمر بالنتائج. توفر هذه الأجندة فرصة للوكالة للتحول وإطلاق العنان لكامل إمكانياتها لتحقيق تنمية ذات تأثير كبير. تتضمن حزمة «تقدّم USAID» الإصلاحات التالية في المناطق الأساسية: إصلاح التنفيذ ونظام المشتريات وإدارة المواهب وإعادة بناء القدرات السياسية وتعزيز المراقبة والتطوير وإعادة بناء إدارة الموازنات والتكنولوجيا والعلوم والابتكار.
- إصلاح التنفيذ ونظام المشتريات:
  - ستبدل الوكالة عملياتها من خلال التعاقد مع شركاء محليين وتقديم المنح المتنوعة.
  - الانطلاق لإنشاء شراكات وظروف دائمة في الدول التي تعمل بها الوكالة بحيث لا تكون المساعدات لازمة بعد ذلك.
  - لتحقيق ذلك، تعمل الوكالة على تبسيط عملياتها وزيادة استخدام الأعمال الصغيرة وبناء المقاييس في اتفاقيات التنفيذ وذلك لتحقيق أهداف البناء.
  - استخدام أنظمة الدولة المتلقية حيثما كان ذلك متاحاً [30]
- إدارة المواهب:
  - ستعمل الوكالة على اكتشاف طرق للاستفادة من المواهب الهائلة الكامنة ضمن أسرة الوكالة التي تتكون من موظفي الخدمات المدنية والخارجية ومواطني الخدمات الخارجية.
  - لحل تحديات التنمية الكبرى في العالم، ستعمل الوكالة على تحسين وتبسيط العمليات بحيث توازي مواردها لدعم مبادرات الوكالة الإستراتيجية.
  - ستعمل الوكالة على تحسين أدوات التوظيف والتدريب وتوفير حوافر أفضل.
  - ستعمل الوكالة على جذب واستبقاء أفضل الأفراد وأكثرهم ملائمة ممن يمثلون تنوعاً عالمياً والقادرون على حل المشكلات.[30]
- إعادة بناء القدرات السياسية:
  - حتى تتمكن من اتخاذ القرارات الذكية المستنيرة، أنشأت الوكالة مكتباً جديداً للسياسات والتخطيط والتعليم، وهذا المكتب سيخدم كمركز العصب الفكري للوكالة.
  - سيصدر مكتب السياسات والتخطيط والتعليم سياسات إبداعية وتنموية تستند إلى الأدلة والتي ستقوي علاقات الوكالة مع الجهات المانحة الأخرى.
  - الاستفادة من قوتها في مجالي التكنولوجيا والعلوم وإعادة تعريف ثقافة البحث ومشاركة المعرفة والتقييم.[30]
- تعزيز المراقبة والتطوير:
  - تؤمن USAID بأن التعلّم بقياس التطور أمر حيوي ومهم لتحقيق تأثير كبير وتنمية مستدامة وبناءً على ذلك، قامت الوكالة اعتمدت هذا الأمر باعتباره جزء لا يتجزأ من عملية التفكير التي تنتهجها الوكالة منذ بداية أنشطتها.
  - يتطلب من USAID أن تراقب أداءها بطريقة أكثر منهجية وأن تقيّم تأثير ذلك.
  - ستكون عملية المراقبة والتقييم جزء من جهود الإصلاح المرجوة.[30]
- إعادة بناء إدارة الميزانية:
  - تعيد USAID بناء قدراتها التمويلية لإتاحة المجال أمام المزيد من المسؤوليات المتزايدة وإمكانية إدارة موارد الموازنة وضمان قدرتها على توزيع الموارد بما يتوائم مع إستراتيجيات الدولة وإعادة توزيع الموازنة حسب مستجدات البرامج.
  - أنشأت USAID مكتباً لإدارة الموازنة والموارد ضمن مكتب الإدارة وذلك بالتشاور مع وزارة الخارجية.
- العلوم والتكنولوجيا
  - تملك USAID تاريخاً في تحويل التنمية من خلال العلوم والتكنولوجيا، من النجاح في استخدام علاجات الإماهة الفموية إلى الثورة الخضراء.
  - كجزء من جهود التحول هذه، تعمل USAID على ترقية قدراتها العلمية والتكنولوجية وتدعم توسعة الخبرات التقنية وتطوير القدرة على استخدام الأدوات التحليلية كنظم المعلومات الجغرافية المكانية.
  - كما تعمل الوكالة على تطوير مجموعة من التحديات الأساسية التي تواجه التنمية، بما في ذلك إطار عمل للتركيز على أهم الحواجز التي تعترض عملية التطور العلمي والتكنولوجي.
  - تعمل USAID على بناء قدرات علمية وتكنولوجية في الدول النامية من خلال منح مخصصة للأبحاث إضافة إلى تطوير المعرفة العلمية والتعليم العالي وفرص التدريب.[30]
- الابتكار:
  - تعمل USAID على وضع هيكلية لتعزيز الحلول التنموية المبتكرة التي يكون لها تأثير واسع على الناس حيثما كانوا.
  - تعمل USAID على خلق الفرص لإيصال موظفيها مع المبدعين الرواد في القطاعين الخاص والأكاديمي.
  - أنشأت USAID مشاريع التنمية والابتكار بحيث يمكن تمويل الحلول وإطلاقها.[30]

## موارد الميزانية للمساعدات الخارجية
| الدولة                 | بلايين الدولارات |
| ---------------------- | ---------------- |
| أفغانستان              | 2.75             |
| باكستان                | 1.35             |
| هايتي                  | 0.70             |
| إسرائيل                | 0.59             |
| كينيا                  | 0.50             |
| السودان                | 0.46             |
| الضفة الغربية/قطاع غزة | 0.38             |
| الأردن                 | 0.36             |
| إثيوبيا                | 0.35             |
| جنوب أفريقيا           | 0.34             |
| جورجيا                 | 0.33             |
| مصر                    | 0.32             |
| تنزانيا                | 0.31             |
| نيجيريا                | 0.29             |
| أوغندا                 | 0.26             |
| إندونيسيا              | 0.26             |
| موزامبيق               | 0.23             |
| ليبيريا                | 0.22             |
| كولومبيا               | 0.22             |
| العراق                 | 0.22             |

يمول حساب الحكومة الأمريكية 150 من موازنات جميع برامج العلاقات الدولية وعمليات الوكالات المدنية بما فيها USAID. طلبت إدارة الرئيس بوش ميزانية للمساعدات الدولية المخصصة لوكالة USAID وغيرها من وكالات المساعدات الخارجية بلغت حوالي 39.5 مليار دولار أمريكي في السنة المالية 2009، منها 26.1 مليار دولار للعمليات الخارجية والوكالات ذات العلاقة و11.2 مليار دولار لوزارة الخارجية و2.2 مليار دولار لشؤون دولية أخرى.
طلب ميزانية العمليات الخارجية والوكالات ذات العلاقة للسنة المالية 2009 كانت على النحو:
- 2.4 مليار دولار لتحسين الاستجابة للأزمات الإنسانية بما في ذلك حالات الطوارئ الغذائية والكوارث واحتياجات اللاجئين.
- 938 مليون دولار لتعزيز الكفاءة التشغيلية لـ USAID.
- 2.3 مليار دولار لمساعدة العراق وأفغانستان وباكستان والضفة الغربية وقطاع غزة لتحسين اقتصادياتها وتوطيد الاستقرار الديمقراطي والسياسي والأمن فيها.
- 2.1 مليار دولار لوزارة الخارجية وبرامج USAID في أفريقيا بما في ذلك دعم القطاع الصحي (لا يشمل برامج مكافحة الإيدز) والإنماء الاقتصادي واحتياجات الحكم الديمقراطي والمساعدة في تطوير الاستقرار في السودان وليبيريا وزيمبابوي والصومال.
- 4.8 مليار دولار لمبادرة علاج المصابين بمرض نقص المناعة المكتسبة الإيدز التي تدعم خطة معالجة 2.5 مليون مصاب بقيمة 30 مليار دولار ومنع إصابة 12 مليون إصابة جديدة وتقديم الرعاية لـ 12 مليون شخص منكوب.
- 550 مليون دولار لدعم مبادرة ميريدا لمكافحة التهديدات التي يشكلها الاتّجار بالمخدرات والجريمة العابرة للحدود والإرهاب في المكسيك وأمريكا الوسطى.
- 1.7 مليار دولار لتنمية الديمقراطية حول العالم بما في ذلك دعم مبادرة الرئيس الخاصة بالحريات.
- 385 مليار دولار لدعم مبادرة الرئيس لمكافحة مرض الملاريا وذلك لخفض الوفيات الناجمة عن هذا المرض إلى النصف في 15 دولة أفريقية بحلول عام 2010.
- 94 مليون دولار لدعم مبادرة الرئيس لدعم التعليم وذلك لتوفير التعليم الأساسي النوعي لـ 4 ملايين طالب حتى عام 2012.
- 64 مليون دولار لوزارة الخارجية ووكالة USAID لدعم مبادرة الرئيس المتعلقة بتغيّر المناخ لتشجيع الاعتماد على تكنولوجيا الطاقة النظيفة ومساعدة الدول على التكيف مع تغير المناخ وتشجيع الإدارة المستدامة للغابات.
- 4.8 مليار دولار لتمويل الجيوش، تحديداً في منطقة الشرق الأوسط وأمريكا اللاتينية وأوراسيا، منها 2.6 مليار دولار لإسرائيل.
- 2.2 مليار دولار لمؤسسة تحدي الألفية، لتحسين الإنتاجية الزراعية وتحديث البنى التحتية وتوسيع ملكية الأراضي الخاصة وتحسين النظم الصحية وتحسين فرص الحصول على ائتمانات مالية للأعمال التجارية الصغيرة والزراعة

في قمة الأرض التي عقدت في ريو دي جانيرو عام 1992، تبنت حكومات معظم الدول برنامجاً للعمل في ظل الأمم المتحدة (أجندة 21) والتي تضمنت مساعدات تنموية رسمية تستهدف 0.7% من الناتج القومي الإجمالي للدول الغنية، وقد شملت 22 عضواً من أعضاء منظمة التعاون والتنمية الاقتصادية وعرفت بلجنة التنمية الدولية. لم توافق الولايات المتحدة قط على هذا الهدف لكنها مع ذلك لا تزال المورّد الأكبر للمساعدات التنموية الدولية. لكن نسبة لاقتصادها، تعد الولايات المتحدة ثاني أضعف مورّد للمساعدات بنسبة 0.17% من الدخل القومي الإجمالي فقط 
بحسب لجنة المساعدات التنموية التابعة لمنظمة التعاون والتنمية الدولية، فإن الولايات المتحدة تبقى المانح الأكبر للمساعدات الرسمية بإجمالي 23.53 مليار دولار عام 2006. أما ثاني أكبر مانح فهي المملكة المتحدة بإجمالي 12.46 مليار دولار، تليها اليابان بإجمالي 11.19 مليار دولار، فرنسا 10.60 مليار دولار، ألمانيا 10.43 مليار دولار، هولندا 5.45 مليار دولار، السويد 3.95 مليار دولار، إسبانيا 3.81 مليار دولار، كندا 3.68 مليار دولار، إيطاليا 3.64 مليار دولار، النرويج 2.95 مليار دولار، الدنمارك 2.24 مليار دولار، أستراليا 2.12 مليار دولار، بلجيكا 1.98 مليار دولار، سويسرا 1.65 مليار دولار أيرلندا 1.02 مليار دولار، فنلندا 0.83 مليار دولار، اليونان 0.42 مليار دولار، البرتغال 0.40 مليار دولار، لوكسمبورغ 0.29 مليار دولار، ونيوزيلندا 0.26 مليار دولار.
ساهمت USAID في الإغاثة في هايتي جراء الزلزال الذي ضرب الجزيرة عام 2010.

## مساعدات USAID الثنائية في الأخبار

### هايتي

#### زلزال هايتي عام 2010
صار الدكتور راجيف شاه مديراً للوكالة الأمريكية للتنمية الدولية USAID، قُبيل حدوث الزلزال الكبير في هايتي في شهر كانون الثاني (يناير) عام 2010. كرد فعل، قامت الوكالة وغيرها من هيئات المساعدة بالعمل لمساعدة هايتي للتعافي وإعادة البناء. عملت USAID جنباً إلى جنب مع المجتمع الدولي وحكومة هايتي للمساعدة في توفير المأوى الآمن لحوالي 20000 مواطن ممن فقدوا منازلهم. كما ساعدوا في توفير الطعام لأكثر من مليون شخص، وعملوا على تنظيف ما يزيد عن 1.3 مليون متر مكعب من أصل 10 ملايين متر مكعب من الأنقاض؛ وساعدوا أكثر من 10000 مزارع لمضاعفة المحاصيل الأساسية كالذرة والفول والذرة الرفيعة؛ إضافة لذلك، قاموا بتوظيف 350 من المواطنين في وظائف قصيرة الأمد وضخ 19 مليون دولار أمريكي في الاقتصاد المحلي. وفرت USAID حوالي 42 مليون دولار أمريكي للمساعدة في مكافحة الكوليرا، ما ساعد في خفض عدد الإصابات التي تستلزم الإقامة في المستشفى للعلاج وفي خفض حالات الوفيات الناجمة عن المرض.

### العراق
كانت USAID شريكاً هاماً لجهود الحكومة الأمريكية في إعادة الإعمار والتنمية في العراق. حتى شهر حزيران 2009، استثمرت USAID حوالي 6.6 مليار دولار في برامج معدة لدعم استقرار المجتمعات؛ وتعزيز النمو الاقتصادي والزراعي وبناء قدرات الحكومات المحلية والوطنية والإقليمية لتكون قادرة على تمثيل الشعب العراقي والاستجابة لمطالبه واحتياجاته
إعادة إعمار العراق  –  C-SPAN سلسلة من أربعة أجزاء
في حزيران 2003 تبعت C-SPAN مدير وكالة USAID أندرو ناتسيوس في جولته في العراق. البرنامج الخاص C-SPAN
أنتج هذا البرنامج الخاص خلال أربع ليالٍ فحسب

### لبنان
قدمت الوكالة الأمريكية للتنمية الدولية المساعدات المالية للجامعة اللبنانية الأميركية على نحو دوري وللجامعة اللبنانية الأميركية، إضافة إلى المساهمات الكبرى المقدمة لحملة الجامعة اللبنانية الأميركية للتميز

### بوليفيا
عام 2008، طرد اتحاد مزارعي الكوكا المنتسب للرئيس البوليفي إيفو موراليس 100 موظفا ومقاولا من موظفي الوكالة العاملين في مقاطعة تشاباري، ما سبب الإحباط لمحاولات اقناعهم في التحول إلى بدائل للتنمية قابلة للتطبيق. من 1998 حتى 2003، كان بإمكان المزارعين البوليفيين الحصول على تمويل من USAID لمساعدتهم في زراعة محاصيل أخرى بشرط التخلي عن كل ما يملكونه من نبات الكوكا، وذلك حسبما أفادت به وكالة الأنديز الإخبارية. ومن الأمور الأخرى أن تفصح المجتمعات المشاركة أن نفسها كمناطق خالية من الإرهابيين بموجب متطلبات القانون الأمريكي؛ وقد أذاعت كاثرين ليديبور مراسلة وكالة الأنباء حينها: "قوموا بالقضاء على كل ما تملكونه من كوكا ثم ازرعوا بدلاً منها البرتقال الذي يثمر في غضون 8 سنوات، لكن لن يكون لديكم ما تأكلونه، أليس كذلك؟ أكانت تلك فكرة سيئة؟ أما بخصوص طرد وكالة USAID فلا أعتقد أنها مشاعر معادية للولايات المتحدة بل هو رفض لبرامجها السيئة.

### القرن الأفريقي
في 19 من سبتمبر 2011، أطلق الدكتور راجيف شاه والدكتورة جيل بيدين وآد كونسيل حملة FWD لرفع مستوى الوعي عن المجاعة الشديدة والحرب والجفاف الذي يؤثر على حياة 13 مليون إنسان في القرن الأفريقي. فمن خلال برامج التوعية المتلفزة ومن خلال الإنترنت، ووسائل الإعلام الاجتماعية، شجع برنامج FWD الأمريكان على نشر الوعي عن الأزمة ودعم المنظمات الإنسانية التي تقوم بعمليات الإغاثة وحثهم على تعلم المزيد عن الحلول من خلال مبادرة الرئيس باراك أوباما للأمن الغذائي ومكافحة الجوع. وقد دعم عدد من المشاهير هذه الحملة كجينا دافيس وأوما ثورمان وجوش هارتنيت وشانيل إيمان.

## الخلافات والانتقادات

### المصالح الاقتصادية
أفادت USAID أن المساعدات الأمريكية الخارجية كانت ولا تزال تخدم هدفين من أهداف السياسة الأمريكية الخارجية، ويتمثل ذلك في تعزيز الديمقراطية والأسواق الحرة من ناحية، وتحسين ظروف معيشة مواطني الدول النامية من ناحية أخرى. أفادت إحدى المنظمات غير الحكومية التي تراقب عمل المجموعات إلى أن أكثر من 40% من المساعدات المقدمة لأفغانستان أعيدت إلى الدول المانحة من خلال منحها عقود بتكلفة التضخم.
على الرغم من أن USAID تختار المقاولين رسمياً على أسس من التنافسية والموضوعية، إلا أن بعض المجموعات المراقبة والسياسيون والحكومات والشركات الأجنبية قد وجهت الاتهام لـ USAID لأن العطاءات التي تطرحها لا تسير على نحو ملائم، بل تخضع لتأثير من ذوي المصالح السياسية والمالية من الإدارة الرئاسية. في عهد الرئيس بوش، كان 5 من الشركاء المنفذون الذين اختيروا من خلال عطاءات بقيمة 600 مليون دولار لإعادة إعمار العراق كانوا على صلة وثيقة بالرئاسة

### المصالح السياسية
يقول بعض النقاد أن حكومة الولايات المتحدة الأمريكية تعطي المساعدات لمكافئة شركائها السياسيين والعسكريين بدلاً من تقديم أسباب إنسانية واجتماعية لهذه المساعدات في الخارج.
أفاد وليام بلوم أنه في عقد الستينات والسبعينات من القرن الماضي أسست USAID علاقات عمل وثيقة مع وكالة المخابرات المركزية، وغالباً ما عمل موظفو وكالة المخابرات في الخارج لكن تحت غطاء USAID."
في عهد ستينيات القرن الماضي، ذُكر مكتب السلامة العامة، أحد أقسام USAID التي تم حلّها، كمثال على هذا، إذ خدم كمكتب لتدريب قوات الشرطة الأجنبية بأساليب مكافحة التمرد. اتهمت صحيفة «فولها دي سان باولو»، كبرى الصحف البرازيلية، وكالة USAID بمحاولة التأثير على الإصلاح السياسي في البرازيل بطريقة متعمدة أفادت الأحزاب اليمينية. أنفقت USAID حوالي 95000 دولار أمريكي عام 2005 على ندوة أقيمت في الكونغرس البرازيلي لتعزيز الإصلاح الرامية إلى وضع تشريع يجرّم الأحزاب الخائنة.
في كانون الأول (ديسمبر) 2009، أعتُقل ألان غروس، أحد مقاولي الوكالة، في كوبا. ادعى غروس وموظفو الحكومة الأمريكية أنه كان يساعد في إيصال خدمة الإنترنت للطائفة اليهودية في الجزيرة، لكن رئيسة الطائفة اليهودية «أديلا دوورين» أنكرت معرفتها بغروس وقالت أن منظمات يهودية دولية معروفة وفرت لهم الاتصال بالإنترنت بطريقة شرعية. قال المسؤولون الكوبيون أن غروس سيبقى قيد التحقيق للاشتباه في قيامه بالتجسس واستيراد معدات اتصالات ساتلة غير مسموح بها (وتعرف بـ BGAN) لصالح المنشقين الكوبيين. أدانت المحكمة الكوبية غروس وحكم بالسجن لمدة 15 عاماً.
صيف عام 2012، دعت دول حلف ALBA (فنزويلا وكوبا وإكوادور وبوليفيا ونيكاراغوا وسانت فينسنت ولاس غراناديناس ودومانيكا وأنيغوا وباربودا) أعضاءها إلى طرد بعثات USAID في دولها.

### تأثير الأمم المتحدة
تشير العديد من الدراسات إلى أن الولايات المتحدة الأمريكية تستخدم المساعدات الخارجية كسلاح سياسي للحصول على الإجراءات المطلوبة من الشعوب الأخرى. فعضوية الولاية في مجلس الأمن الدولي يمكن أن تمنح زيادة في المساعدات الأمريكية.
عام 1990، عندما صوّت مندوب اليمن في الأمم المتحدة عبد الله صالح الأشطل ضد تشكيل ائتلاف تقوده الولايات المتحدة لاستخدام القوة ضد العراق، قام مندوب الولايات المتحدة توماس بيكيرينغ ومشى حتى مقعد المندوب اليمني وأعلمه أن تلك كانت أغلى «لا تصويت». بعد ذلك مباشرة توقفت العمليات والتمويل الذي تقدمه USAID لليمن.

### بوليفيا مرة أخرى
في الأول من أيار 2013، أعلن رئيس بوليفيا إيفو موراليس عن طرد الوكالة الأمريكية للتنمية الدولية "USAID" من بلاده، متهماً إياها بالتآمر والتدخل في الشؤون البوليفية الداخلية. وقال موراليس في خطابه أمام آلاف المواطنين في العاصمة البوليفية لاباز يوم 1 أيار (مايو) بمناسبة عيد العمل: «قررنا طرد الوكالة الأمريكية للتنمية الدولية من بوليفيا». وشدد موراليس على أن الوكالة الأمريكية للتنمية الدولية التي جاءت إلى البلاد عام 1964 تنفذ أهدافاً سياسية، لا اقتصادية، وقال إن الوكالة الأمريكية للتنمية الدولية ومؤسسات أخرى «مرتبطة بالسفارة الأمريكية في لاباز تتآمر على الشعب والحكومة الوطنية». وأردف الرئيس البوليفي قائلا: «بعد الآن لن تكون لدينا»USAID«التي تستغل إخواننا القادة، التي تستغل رفقانا من الكوادر الأساسية عن طريق إعطائهم صدقة». يذكر أن موراليس الذي يترأس البلاد منذ 2006 طرد عام 2008 السفير الأمريكي والممثلين عن إدارة مكافحة المخدرات الأمريكية من بوليفيا.

## مطالعة إضافية
- {{استشهاد بدورية محكمة|الأخير1=Bollen|الأول1=Kenneth|الأخير2=Paxton|الأول2=Pamela|الأخير3=Morishima|الأول3=Rumi|سنة=2005|عنوان=Assessing international evaluations: An example from USAID’s Democracy and Governance Programs|صحيفة=American Journal of Evaluation|المجلد=26|العدد=2|صفحات=189–203|مسار= http://www.irss.unc.edu/odum/content/pdf/Bollen_Paxton_Morishima2005AJE.pdf%7Cتنسيق=PDF%7Cdoi=10.1177/1098214005275640%7Cشهر=June

|id=Evaluation performed on behalf of the هيئة أبحاث العلوم الاجتماعية (SSRC), at the request of and with funding from the Strategic and Operational Research Agenda (SORA) of الوكالة الأمريكية للتنمية الدولية (Office of Democracy and Governance in the Bureau for Democracy, Conflict, and Humanitarian Assistance), according to the [[#CITEREFالمعرفEvaluation performed on behalf of the هيئة أبحاث العلوم الاجتماعية (SSRC), at the request of and with funding from the Strategic and Operational Research Agenda (SORA) of الوكالة الأمريكية للتنمية الدولية (Office of Democracy and Governance in the Bureau for Democracy, Conflict, and Humanitarian Assistance), according to the National Research Council (2008, p. 28)المعرفEvaluation performed on behalf of the هيئة أبحاث العلوم الاجتماعية (SSRC), at the request of and with funding from the Strategic and Operational Research Agenda (SORA) of الوكالة الأمريكية للتنمية الدولية (Office of Democracy and Governance in the Bureau for Democracy, Conflict, and Humanitarian Assistance), according to the National Research Council (2008, p. 28)المعرفEvaluation performed on behalf of the هيئة أبحاث العلوم الاجتماعية (SSRC), at the request of and with funding from the Strategic and Operational Research Agenda (SORA) of الوكالة الأمريكية للتنمية الدولية (Office of Democracy and Governance in the Bureau for Democracy, Conflict, and Humanitarian Assistance), according to the National Research Council (2008, p. 28)|المعرفEvaluation performed on behalf of the هيئة أبحاث العلوم الاجتماعية (SSRC), at the request of and with funding from the Strategic and Operational Research Agenda (SORA) of الوكالة الأمريكية للتنمية الدولية (Office of Democracy and Governance in the Bureau for Democracy, Conflict, and Humanitarian Assistance), according to the National Research Council (2008, p. 28) & المعرفEvaluation performed on behalf of the هيئة أبحاث العلوم الاجتماعية (SSRC), at the request of and with funding from the Strategic and Operational Research Agenda (SORA) of الوكالة الأمريكية للتنمية الدولية (Office of Democracy and Governance in the Bureau for Democracy, Conflict, and Humanitarian Assistance), according to the National Research Council (2008, p. 28) (المعرفEvaluation performed on behalf of the هيئة أبحاث العلوم الاجتماعية (SSRC), at the request of and with funding from the Strategic and Operational Research Agenda (SORA) of الوكالة الأمريكية للتنمية الدولية (Office of Democracy and Governance in the Bureau for Democracy, Conflict, and Humanitarian Assistance), according to the National Research Council (2008, p. 28))]]
- National Research Council، Committee on Evaluation of USAID Democracy Assistance Programs (2008). Goldstone، Jack A (المحرر). Improving democracy assistance: Building knowledge through evaluations and research. ص. xvi+336. ISBN:978-0-309-11736-4. Individuals can download the complete  report (pdf format) for private use. مؤرشف من الأصل في 2019-12-13.

## وصلات خارجية
- الموقع الإلكتروني للوكالة الأمريكية للتنمية الدولية
- سجلات وكالة التنمية الدولية في الأرشيف الوطني
- فيديو قصير، عرض عام عن الوكالة على يوتيوب
- تنمية الابتكار في USAID
- USAID-produced حملة قصيرة لمتابعة الشؤون الخارجية قام بها التلفزيون اللبناني عام 2007 على يوتيوب
- فيديو موسيقي، مكافحة الاتجار بالبشر، مبادرة بتمويل ورعاية من USAID على يوتيوب
- تسليط الضوء على قانون الرئيس كينيدي للتنمية الدولية، مكتب الشؤون العامة، وزارة الخارجية الأمريكية، يونيو 1961
- ببليوغرافيا تاريخية من وكالة الولايات المتحدة للتنمية الدولية, مركز USAID للمعلومات الإنمائية والتقييم، نيسان (أبريل) 1995
- EM-DAT: The OFDA/CRED قاعدة بيانات الكوارث العالمية
- CE-DAT: قاعدة بيانات حالات الطوارئ المعقدة
- Eurodad: فعالية المعونة وشروطها ومحاسبتها
- ألبرت هانتينغتون (عضو فريق المساعدات، مجموعة من الوثائق الخاصة بالمساعدات الخارجية، المكتبة الرئاسية لدوايت إيزنهاور
- المساعدات الأمريكية المقدمة لباكستان بالأرقام - مركز التطور الأمريكي
- المساعدات الأمريكية المقدمة لأفغانستان بالأرقام - مركز التطور الأمريكي
- معضلة: مزيد من المساعدات الأمريكية لمساعدة الجياع
- USAID في أرمينيا
- GVEP International
- Moseley, W.G. 2006. “الرؤية الأمريكية المفقودة:وفاة التنمية.” إنترناشيونال هيرالد تريبيون، صفحة 7، التاسع من أغسطس.